# Fernando Troyansky
Fernando Ariel Troyansky (Algarrobo, Argentina, 14 de noviembre de 1977) es un exfutbolista argentino. Se desempeñó como defensor y su primer equipo fue Club Olimpo. Es hermano del futbolista Franco Troyansky.

## Clubes
| Club                    | País      | Año       |
| ----------------------- | --------- | --------- |
| Olimpo de Bahía Blanca  | Argentina | 1995-2000 |
| Club Atlético Los Andes | Argentina | 2000-2001 |
| Austria Viena           | Austria   | 2001-2002 |
| Admira Wacker           | Austria   | 2002-2003 |
| Austria Viena           | Austria   | 2003-2009 |
| SK Austria Kärnten      | Austria   | 2009-2010 |
| Austria Viena           | Austria   | 2010-2011 |